# Nadia Hai
Nadia Hai (Trappes, 8 de març de 1980), és una dirigent de banca i política francesa.
Investida per La República En Marxa!, és elegida diputada a l'onzena circumscripció de les Yvelines el 18 de juny de 2017. El 6 de juliol de 2020, és nomenada ministra delegada de la Ciutat, dimitint el mateix dia del seu mandat de diputada.

## Biografia
Nadia Hai va néixer el 8 de març de 1980 a Trappes, a les Yvelines en el si d'una família d'origen marroquí de quatre fills amb una mare a la llar i un pare obrer. És titular d'un diploma superior de banca obtingut mentre treballava. Ha treballat 13 anys per a la banca HSBC, a continuació va entrar a la banca Barclays com a consellera en gestió de patrimoni.
Al febrer 2017, entra en política participant en la creació del comitè Dones en marxa amb Macron. A continuació al juny, a les Eleccions legislatives franceses de 2017, és investida per La República En Marxa!. A la primera volta, recull el 32,98 % dels sufragis, Jean-Michel Fourgous investit per LR i antic diputat fins a l'any 2012, n'obté el 23,09 %. El diputat sortint, Benoît Hamon, candidat del Partit socialista en l'elecció presidencial, és eliminat a la primera volta amb el 22,59 % dels vots. El 18 de juny, en la segona volta, avança Jean-Michel Fourgous i és elegida diputada amb 52,96 % dels vots. Al conjunt de les ciutats de la circumscripció, Nadia Hai és al capdavant en vots, excepte a Élancourt, on l'alcalde és Jean-Michel Fourgous.
En el si de l'Assemblea, és membre de la Comissió de finances.

Al juliol 2019, quan es posen en joc els llocs en el si del grup LREM, es presenta candidata a la questure: és sovint presentada 
| « | com la que podria posar en dificultats la sortint Laurianne Rossi | » |

El 6 de juliol de 2020, és nomenada ministra delegada de la Ciutat amb la ministra de Cohesió territorial i Relacions amb les col·lectivitats territorials, Jacqueline Gourault, al nou govern Jean Castex. Dimiteix del seu mandat de diputada el mateix dia per evitar l'entrada en funcions del seu suplent Moussa Ouarouss (imputat l'agost 2019 per a importació, transport, tinença i cessió de produïts estupefaents en banda organitzada i associació de malfactors) a l'Assemblea nacional, provocant doncs una elecció legislativa parcial.